# Kathryn Williams
Kathryn Williams, född 1974 i Liverpool, Storbritannien, är en brittisk singer/songwriter.

## Biografi
Williams kom från en musikalisk familj (hennes far var folksångare) och som barn började hon att lära sig spela gitarr och piano. Senare studerade hon konst på college i Newcastle upon Tyne och parallellt med studierna skrev hon låtar, influerad av artister som Nina Simone, Bob Dylan, Tim Buckley, Van Morrison, Leonard Cohen, The Velvet Underground och Nick Cave.
Williams kontaktade olika skivbolag för att få sin musik utgiven, men dessa visade inte något intresse. Istället gav Williams ut sitt debutalbum Dog Leap Stairs på det egna bolaget Caw Records 1999. Skivan kostade endast 80 pund att spela in och Williams ritade själv omslaget, något hon skulle fortsätta med på de flesta efterföljande skivsläpp. Dog Leap Stairs mottog goda recensioner och hyllades för dess sparsamma arrangemang och unika tolkning av brittisk folkmusik.
Williams började nu få en skara anhängare och i september 1999 spelade hon inför en publik om 2 500 personer på en hyllningskonsert till Nick Drake i London. Hennes tolkning av Drakes "Saturday Sun" framhölls som en av kvällens höjdpunkter. Framträdandet ledde vidare till att Williams erbjöds medverka med bakgrundssång på Drakes vän John Martyns album Glasgow Walker (2000).
Williams andra album, Little Black Numbers utkom 2000. Skivan finansierades återigen ur egen ficka (denna gången kostade produktion emellertid desto mer: 3 000 pund). Skivan producerades, precis som föregångaren, av Head och utgavs på det egna bolaget. Skivan mottogs väl i pressen och nominerades till det prestigefyllda priset Mercury Music Prize. Detta ledde vidare till att Williams kontrakterades av Eastwest Records.
I oktober 2002 släpptes hennes tredje fullängdare Old Low Light. Skivans omslag visar Williams tillsammans med sin far på en strand. Vidare hade Williams nu ett band bakom sig bestående av Laura Reid (cello), Jonny Bridgewood (bas), David Scott (gitarr) och Alex Tustin (slagverk).
Därefter utkom tre album på lika många år: Relations (2004), Over Fly Over (2005) och Leave to Remain (2006). 2008 utkom Two ett samarbete med Neill MacColl, följt av The Quickening (2010) och The Pond (2012).
År 2023 samarbetade Williams med den svenske musikern Peter Morén (från Peter Bjorn and John) på hans projekt SunYears. Hon var med och skrev samt medverkade på låten ”Wake Up”, som är avslutande spår på albumet Come Fetch My Soul! (2023), där även Ren Harvieu medverkar.

## Diskografi

### Album
- Dog Leap Stairs (1999)
- Little Black Numbers (2000)
- Old Low Light (2002)
- Relations (2004)
- Over Fly Over (2005)
- Leave to Remain (2006)
- Two (med Neill MacColl) (2008)
- The Quickening (2010)
- Crown Electric (2013)
- Hypoxia (2015)
- Resonator (med Anthony Kerr) (2016)
- Songs From The Novel 'Greatest Hits'  (2017)

### Samarbeten
- Playing Out: Songs For Children & Robots (som "The Crayonettes" - med Anna Spencer, Simon Edwards och Gayle Hutchinson) (2010)
- The Pond (som "The Pond" - med Simon Edwards och Ginny Clee) (2012)
- Come Fetch My Soul! - SunYears, på låten ”Wake Up” (som "Kathryn Williams", tillsammans med Ren Harvieu) (2023)[5]

### EP
- The Fade E.P. ("Fade" / "Kiss the Forehead" / "Madmen And Maniacs" (Studio Version) / "Cradle") (1999)

### Singlar
- "Soul to Feet" / "Flicker" / "Some Kind Of Wonderful" (2000)
- "Jasmine Hoop" / "Foreign Skies" / "Jasmine Hoop" (Album Version) (2001)
- "No One Takes You Home" / "No One Takes You Home" (Radio Edit) / "Without Beat of Drum" (2002)
- "In a Broken Dream" / "I Started A Joke" (2004)
- "Shop Window" / "Breath" (Live) (2005)
- "Beachy Head" / "People Ain't No Good" (2005)

Promosinglar
- "Hollow" / "Everyday Still Life" (2006)
- "Come With Me" / "Ghost" (med Neill MacColl) (2008)
- "50 White Lines" / "Nothing To Offer" (2010)
- "Heart Shaped Stone" / "Cover" (2013)
- "Monday Morning" (2014)
- "The Mind Has Its Own Place" (2015)
- "Mirrors" (2015)
- "My Funny Valentine" (med Anthony Kerr) (2017)

### Fotnoter
1. 1 2 3 4 5 6 7  Fennessy, Kathleen C.. ”Kathryn Williams”. Allmusic.com. http://www.allmusic.com/artist/kathryn-williams-p512857/biography. Läst 19 maj 2012.
2. ↑  SunYears. ”SunYears”. Yep Roc Records. https://www.yeproc.com/artists/sunyears/.
3. ↑  ”Wake Up! (feat. Ren Harvieu & Kathryn Williams), by SunYears” (på engelska). SunYears. https://sun-years.bandcamp.com/track/wake-up-feat-ren-harvieu-kathryn-williams.
4. ↑  Aird, Jonathan (2023-03-09). ”Sun Years “Come Fetch My Soul” – rock and roll is the gateway…” (på brittisk engelska). Americana UK. https://americana-uk.com/sun-years-come-fetch-my-soul-rock-and-roll-is-the-gateway.
5. ↑  ”Come Fetch My Soul! - SunYears | Album | AllMusic” (på engelska). https://www.allmusic.com/album/come-fetch-my-soul!-mw0003946786. Läst 4 augusti 2025.